# سیدوش
سیدوش (پارسی میانه: Sēdōš) یکی از فرماندهان نظامی ساسانی در زمان حکومت شاهنشاه خسرو انوشیروان (حک. ۵۳۱–۵۷۹) و از خاندان مهران بود. با توجه به یک مهر باقی‌مانده، او اسپهبد کوست آذربایجان بود.